# Arècides
Arecidae és un nom botànic amb el rang de subclasse. L'únic requeriment és que inclogui la família Arecaceae.

## Arecidae en el sistema Takhtadjan
El sistema Takhtadjan usa aquest nom per una subclasse dins la classe Liliopsida (=monocotiledònies).
- subclasse Arecidae
- : superordre Arecanae
- :: ordre Arecales
- ::: família Arecaceae (o Palmae)
- :: ordre Cyclanthales
- ::: família Cyclanthaceae
- :: ordre Arales
- ::: família Araceae
- ::: família Lemnaceae
- :: ordre Pandanales
- ::: família Pandanaceae
- :: ordre Typhales
- ::: família Sparganiaceae
- ::: família Typhaceae

## Arecidae en el sistema Cronquist
El sistema Cronquist (1981) usa aquest nom per a una subclasse dins la classe Liliopsida (=monocotiledònies), amb la circumscripció: 
- subclasse Arecidae
- : ordre Arecales
- :: família Arecaceae (o Palmae)
- : ordre Cyclanthales
- :: família Cyclanthaceae
- : ordre Pandanales
- :: família Pandanaceae
- : ordre Arales
- :: família Acoraceae
- :: família Araceae
- :: família Lemnaceae

## Sistema APG II
El sistema APG II no fa servir noms botànics formals per sobre del rang d'ordre; assigna les plantes incloses en aquesta subclasse per Cronquist en diversos tàxons al clade monocots.